# Brother, Can You Spare a Dime?
Brother, Can You Spare a Dime? („Bruder, kannst du einen Dime entbehren?“) ist ein US-amerikanischer Song aus dem Jahr 1932. Er thematisiert die Zeit der Great Depression aus der Sicht eines bettelnden Mannes. Das Stück wurde in Versionen von Bing Crosby und Rudy Vallée sehr populär und wurde auch in späteren Zeiten immer wieder von Musikern neu interpretiert. Der Liedtext stammt von Yip Harburg, die Musik von Jay Gorney nach einem russisch-jüdischen Wiegenlied.

## Hintergrund, Entstehung
Die Große Depression in den Vereinigten Staaten, die mit dem Zusammenbruch der Wall Street 1929 begann, hatte schwerwiegende Auswirkungen auf das Land. Im Jahr 1932 waren 25 % aller US-Amerikaner arbeitslos, die Durchschnittslöhne fielen um 60 %. Auch die Haushaltsgerätefirma von Yip Harburg musste Konkurs anmelden. Er wechselte ins Musikgeschäft und arbeitete als Texter.
Harburg war ebenso wie Gorney Sozialist. Er erarbeitete mehrere Entwürfe des Liedtextes, darunter eine satirische Version, die John D. Rockefeller und andere Tycoons angriff. In der Strophe zu den Weltkriegsveteranen ließ er die Bonus-Army-Proteste des Jahres anklingen.
Der 1906 in die Vereinigten Staaten ausgewanderte Komponist Jay Gorney griff für die Melodie auf ein jüdisches Wiegenlied zurück, das er aus seiner russischen Heimat kannte. Das von Harburg und Gorney geschriebene Stück wurde Teil des Broadway-Musicals Americana.

## Text und Musik

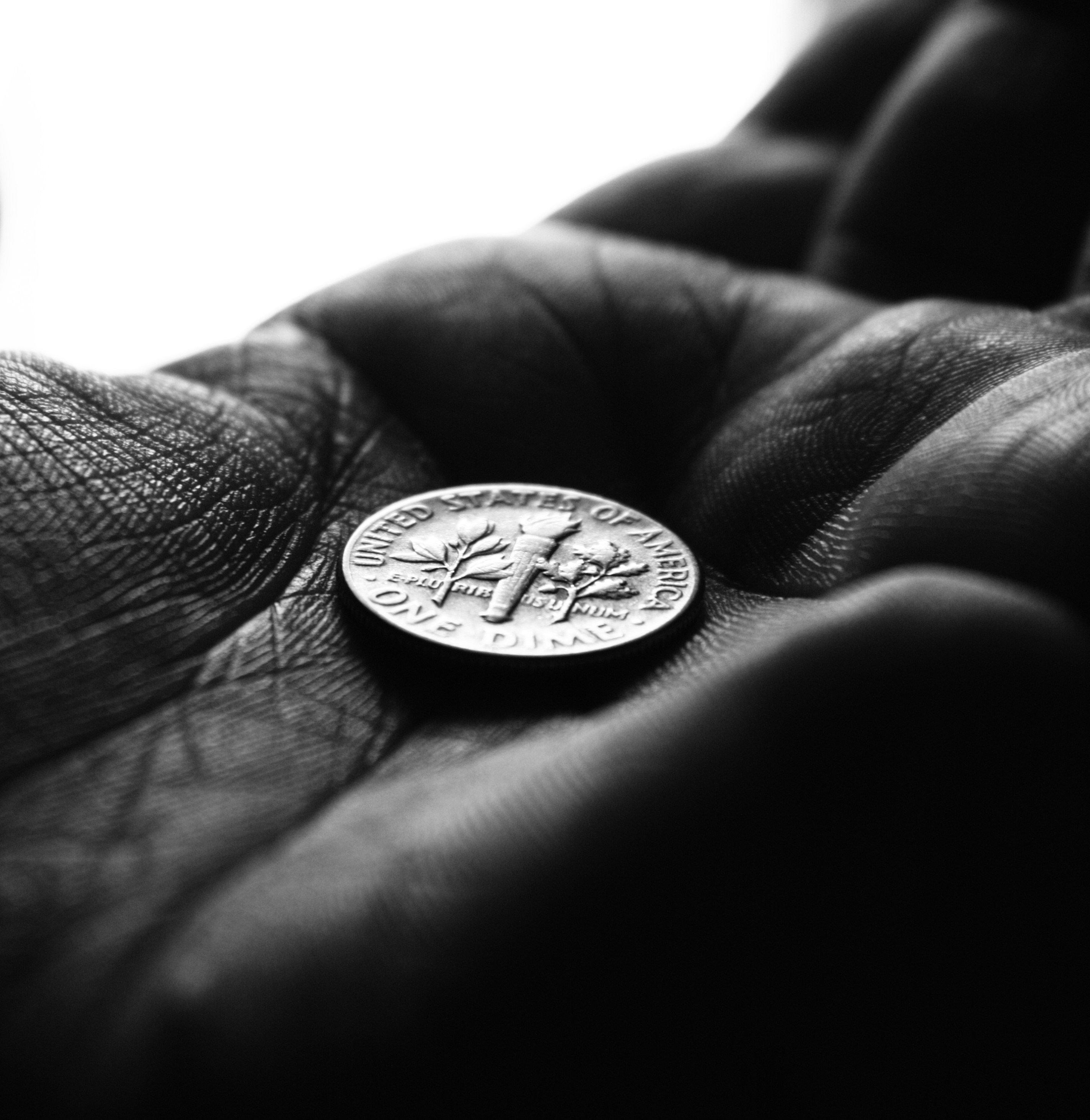
Künstlerische Fotografie: Ein Dime auf einer Hand

Der Liedtext erzählt aus der Perspektive eines bettelnden Mannes. In den ersten beiden Strophen weist er darauf hin, dass er nun betteln muss, obwohl er wie viele andere an dem „Traum von Frieden und Ruhm“ engagiert mitgearbeitet hatte. Die dritte, vierte und fünfte Strophe gestalten das Thema weiter aus: der Mann als einfacher Bauarbeiter im Eisenbahnbau und im Hochhausbau sowie als Soldat im Ersten Weltkrieg („Eine halbe Million Stiefel ackerten sich durch die Hölle“). Die sechste Strophe steigert den Appell: „Wieso kennst du mich nicht mehr? Ich bin dein Kumpel.“ Die Strophen 3, 4 und 6 schließen mit der Aufforderung „Brother, can you spare a dime?“.
Im Gegensatz zu anderen populären Liedern dieser Zeit, die eher fröhlich waren, drückt Brother Can You Spare a Dime? Angst, Trauer und auch Wut aus. Es ist überwiegend in Moll gehalten und hat für einen Broadway-Song der damaligen Zeit eine ungewöhnliche Struktur.

## Veröffentlichung
Das Lied wurde erstmals von dem Vaudeville-Sänger Rex Weber im Rahmen des Musicals Americana aufgeführt, das von Oktober bis Dezember 1932 lief und kein Erfolg war. Drei Wochen nach der Premiere spielte es Bing Crosby für Brunswick Records ein; kurz darauf wurde es auch von Rudy Vallee für Columbia Records aufgenommen. Brother, Can You Spare a Dime? wurde durch diese beiden Versionen populär, die häufig im Radio gespielt wurden. Es war 1932 eines der zwanzig beliebtesten Lieder der Vereinigten Staaten. Ende des Jahres coverte es Al Jolson in seiner Radiosendung bei NBC.
Einflussreiche Unternehmer versuchten, das Lied aus dem Radio verbannen zu lassen, da sie es als „gefährlichen Angriff auf das amerikanische Wirtschaftssystem“ ansahen. Wegen dessen Popularität hatten sie aber keinen Erfolg.

## Zeitgenössische Rezeption
In den Rezensionen von Musicals wurde den Texten und der Melodie einzelner Lieder nur selten Platz eingeräumt. In den Kritiken zu Americana fand jedoch Brother Can You Spare a Dime? besondere Erwähnung. In der New York Times schrieb Brooks Atkinson: „Mr. Gorney hat die Stimmung der Zeit mit herzzerreißenderen Qualen ausgedrückt als irgendeiner der prosaischen Barden des Tages.“ Gilbert Gabriel äußerte sich im New York American ebenfalls positiv über das Stück. In der Rezension von Theater Arts Monthly hieß es, dass das Lied „dem fortwährenden Bombast unseres politischen Alptraums mit großer Wirkung die Luft ab[lasse].“

## Spätere Coverversionen
Das Stück wurde in späteren Jahrzehnten von zahlreichen Musikern und Bands gecovert, erstmals 1933 in Großbritannien von Harry Roy, danach etwa von Dave Brubeck Quartett (1955), The Weavers (1962), Tom Jones (1969), Judy Collins (1975), Abbey Lincoln (1991), George Michael (1999), Tom Waits (2001) und Asaf Avidan (2012).
Einige der Interpreten lassen ihre Version mit der dritten Strophe beginnen („Once I built a railroad…“)

## Bedeutung
Das Lied war in seiner Zeit eines der ersten Stücke, das den Erfahrungen der Great Depression Ausdruck verlieh. Nach heutiger Einschätzung hat „kein anderes populäres Lied den Geist seiner Zeit mit solcher Eindringlichkeit eingefangen.“ Es bestehe „als Hymne für die Unterdrückten und Vergessenen fort“ und „[schwebe] immer noch im nationalen Gedächtnis“, man höre „sein geisterhaftes Echo in den Gesängen der Occupy-Wall-Street-Demonstranten“; es sei „die Hymne der Großen Depression“.
Das Stück in der Version von Bing Crosby wurde 2005 in die Grammy Hall of Fame aufgenommen. 2013 wurde es in den Versionen von Crosby und Vallee Teil des National Recording Registry.

## Sonstiges
In dem Stück Lucretia My Reflection (1987) zitieren The Sisters of Mercy eine der Liedzeilen: „Once a railroad / Now it's done“.